# Daze Before Christmas
Daze Before Christmas est un jeu vidéo de plate-forme sorti en 1994 sur Mega Drive et Super Nintendo. Le jeu a été développé par Funcom puis édité par SunSoft.

## Scénario
La fête de Noël est compromise à la suite des agissements de Mr.Wheather. Le Père Noël se voit privé de ses rennes et de ses lutins qui ont été enlevés par le nuage diabolique. Il ne convient qu'à l'homme en rouge d'arpenter divers univers qui lui sont propres afin de récupérer non seulement ses amis mais également les cadeaux dérobés afin d'effectuer ses livraisons le soir du 24 décembre.

## Système de jeu
Ce titre est un jeu de plateforme dans lequel le joueur contrôle le Père Noël qui, pour lutter contre une armée de jouets diaboliques, devra user de sa magie. Le jeu propose également des phases de type « Shoot'em up » dont le but se concentre sur le lâché de cadeaux dans les cheminées des grandes capitales tout en évitant les obstacles flottant en l'air. La progression dans l'aventure se découpe comme un calendrier de l'avent, chaque fenêtre donne lieu à une vignette suivie d'un niveau.

## Accueil
- Video Games : 41 %[1]